# Ana Terradillos
Ana Terradillos Azpiroz (San Sebastián, Guipúzcoa, 1 de octubre de 1973) es una periodista, presentadora y colaboradora de televisión y radio. Desde 2023, presenta La mirada crítica.

## Biografía
Ana Terradillos es licenciada en Periodismo por la Universidad de Navarra (1991-1996) y en Ciencias Políticas por la UNED (1997 a 2002).
Empezó a trabajar en 1998 en los medios de comunicación. Al principio trabajó para la Cadena COPE de San Sebastián, pero pronto dio el salto a la Cadena SER.
En el año 2003 cubre la guerra de Irak. A partir de este conflicto se especializa en información sobre terrorismo, en concreto de las organizaciones ETA y Al Qaeda.
A partir del año 2005 viaja en varias ocasiones a Oriente Próximo, para cubrir diferentes conflictos como los sufridos en Gaza, así como realizar varios trabajos con grupos terroristas como Hamás y Hezbolá en Líbano y Siria, así como grupos salafistas vinculados a Al Qaeda en el sur de Líbano.
En 2011 Terradillos comienza su etapa televisiva en los programas de actualidad de Mediaset, ya sea en Las Mañanas de Cuatro (Cuatro) o en El Programa de Ana Rosa (Telecinco).
En 2014 y 2015 ejerce como colaboradora del programa Un Tiempo Nuevo, programa de actualidad presentado por Sandra Barneda y Javier Ruiz en Cuatro.
En 2016 Terradillos publica su primer y único libro hasta la actualidad Vivir después de matar. En él relata los testimonios de algunos exterroristas de ETA que tras finalizar el conflicto se desvincularon de la banda y pidieron perdón a las víctimas.
Desde agosto de 2016, cuando Joaquín Prat se va de vacaciones de El programa del verano, Terradillos ejerce como presentadora sustituta al frente de la mesa de actualidad política del programa. Además, Terradillos es la sustituta de Ana Rosa Quintana cuando esta tiene que ausentarse por motivos personales y en sus vacaciones de Navidad.
A finales de 2018, dos años después de la publicación de su libro, la periodista conduce un nuevo programa en solitario: 'España Mira a la Meca'. En tres entregas de 75 minutos emitidas en el 'late night' de Telecinco, Terradillos presenta unos reportajes de investigación en los que se adentra en el universo musulmán que vive y crece en España.
A partir de 2018 forma parte del elenco de colaboradores del programa Ya es mediodía, también de Telecinco.
El martes 1 de diciembre de 2019 en el acto de entrega de los premios Guardia Civil 2019, a Ana Terradillos se le reconoce el trabajo en la categoría de radio por una serie de reportajes que realizó junto a la Guardia Civil desplegada en Mauritania para la lucha contra las redes de la inmigración ilegal. El acto fue presidido por el ministro del interior Fernando Grande-Marlaska, y Ana Rosa Quintana fue la maestra de ceremonias de la gala posterior.
Con motivo de la celebración de la entrega del IX premio «Verdad, Memoria, Dignidad y Justicia» por la Asociación de Víctimas del Terrorismo, el lunes 25 de enero de 2020 se le concede a Ana Terradillos la Cruz de la Dignidad de la AVT en el antiguo salón de sesiones del Senado en reconocimiento «por su trabajo en defensa de un final del terrorismo con verdad, memoria, dignidad y justicia».
El 18 de julio de 2022, tras la marcha de Sonsoles Ónega del grupo Mediaset España, Joaquín Prat pasó a presentar Ya es mediodía en Telecinco. De este modo, Ana Terradillos abandonó las mañanas del canal principal de Mediaset y se convirtió en la conductora de Cuatro al día. Un año más tarde, la llegada de Tardear a las tardes de Telecinco en septiembre de 2023 supondría el fin de El programa de Ana Rosa, por lo que Mediaset España confió a Terradillos la franja de 08:30 a 10:30, aunque desde el 3 de febrero de 2025 con la vuelta de Ana Rosa Quintana a las mañanas de Telecinco ocupa la franja de 08:00 a 09:00, con el programa La mirada crítica, cuya segunda etapa dio comienzo el 11 de septiembre del mismo año.

## Controversias
En 2022 aparecieron audios en los que se oía a la periodista conversar con el comisario Villarejo, con el que parece colaborar y sacar provecho económico según la conversación. En estos audios, se evidencia una relación cercana entre ambos, con un lenguaje coloquial y comentarios que han suscitado críticas. Por ejemplo, Terradillos menciona: "Ahí estaban todos, chupando pollas" y "No está mal, siempre y cuando se saque tajada". Estas conversaciones han puesto en tela de juicio la ética periodística de Terradillos y su relación con Villarejo.
Además, en 2016, la Cadena SER, con Ana Terradillos como periodista, difundió el llamado informe PISA, un documento que resultó ser falso y que vinculaba a Podemos con financiación ilegal. Esta publicación ha sido objeto de críticas, especialmente tras conocerse la relación entre Terradillos y Villarejo.

## Trayectoria televisiva
| Año             | Programa                          | Canal              | Notas                                 |
| --------------- | --------------------------------- | ------------------ | ------------------------------------- |
| 2011-2022       | El programa de Ana Rosa           | Telecinco          | Colaboradora y presentadora sustituta |
| 2011-2018       | Las mañanas de Cuatro             | Cuatro             | Colaboradora                          |
| 2014-2015       | Un tiempo nuevo                   | Telecinco y Cuatro | Colaboradora                          |
| 2016-2022       | El programa del verano            | Telecinco          | Presentadora                          |
| 2018-2021       | Ya es mediodía                    | Telecinco          | Colaboradora                          |
| 2018-2021       | 120 minutos                       | Telemadrid         | Colaboradora                          |
| 2018            | España mira a La Meca             | Telecinco          | Presentadora                          |
| 2020-2022       | Cuatro al día                     | Cuatro             | Colaboradora                          |
| 2021-2022       | En el punto de mira               | Cuatro             | Reportera y presentadora              |
| 2022            | Ucrania: esto no se podrá olvidar | Telecinco          | Presentadora                          |
| 2022-2023       | Cuatro al día                     | Cuatro             | Presentadora                          |
| 2023 - presente | La mirada crítica                 | Telecinco          | Presentadora                          |

## Libros publicados
- Vivir después de matar (2016).